# Saeko Hirota
Saeko Hirota är en japansk före detta bordtennisspelare och världsmästare i dubbel och lag. Hon vann även guld i dubbel och lag i asiatiska mästerskapen 1967.
Hon deltog i två VM, 1967 och 1969.
Under sin karriär tog hon fyra medaljer i bordtennis-VM, två guld och två brons.

## Meriter
- Bordtennis VM
  - 1967 i Stockholm
    - 1:a plats dubbel (med Sachiko Morisawa)
    - 1:a plats med det japanska laget

  - 1969 i München
    - 2:a plats mixed dubbel (med Mitsuru Kohno)
    - 3:e plats med det japanska laget

- Asiatiska mästerskapen TTFA
  - 1964 i Seoul
    - kvartsfinal dubbel
    - kvartsfinal mixed dubbel

  - 1967 i Jakarta
    - 1:a plats dubbel (med Sachiko Morisawa)
    - 1:a plats med det japanska laget